# Kapuzinerhölzl
 (novembre 2019).
Le Kapuzinerhölzl est une forêt de 18 hectares située dans le quartier de Moosach à Munich. Il conserve une petite partie du Lohwald qui, pendant des siècles, entourait le nord et l'ouest de la ville de Munich. 
Il se trouve sur la route de Menzinger, au nord du parc du château de Nymphenburg et au sud de la forêt Hartmannshofer. Le ruisseau Hartmannshofer Bach coule en son sein. 
La forêt appartenait autrefois au monastère des Capucins de Munich, d'où son nom. Elle fait depuis 1964 partie des zones de conservation du paysage désignées Kapuzinerhölzl et Hartmannshofen. 